# Leptoiulus noricus
Leptoiulus noricus är en mångfotingart som beskrevs av Karl Wilhelm Verhoeff 1913. Leptoiulus noricus ingår i släktet Leptoiulus och familjen kejsardubbelfotingar.

## Underarter
Arten delas in i följande underarter:
- L. n. abbreviatus
- L. n. ischliensis
- L. n. mannhartensis
- L. n. noricus
- L. n. tauerorum